# ゴードン・キーブル

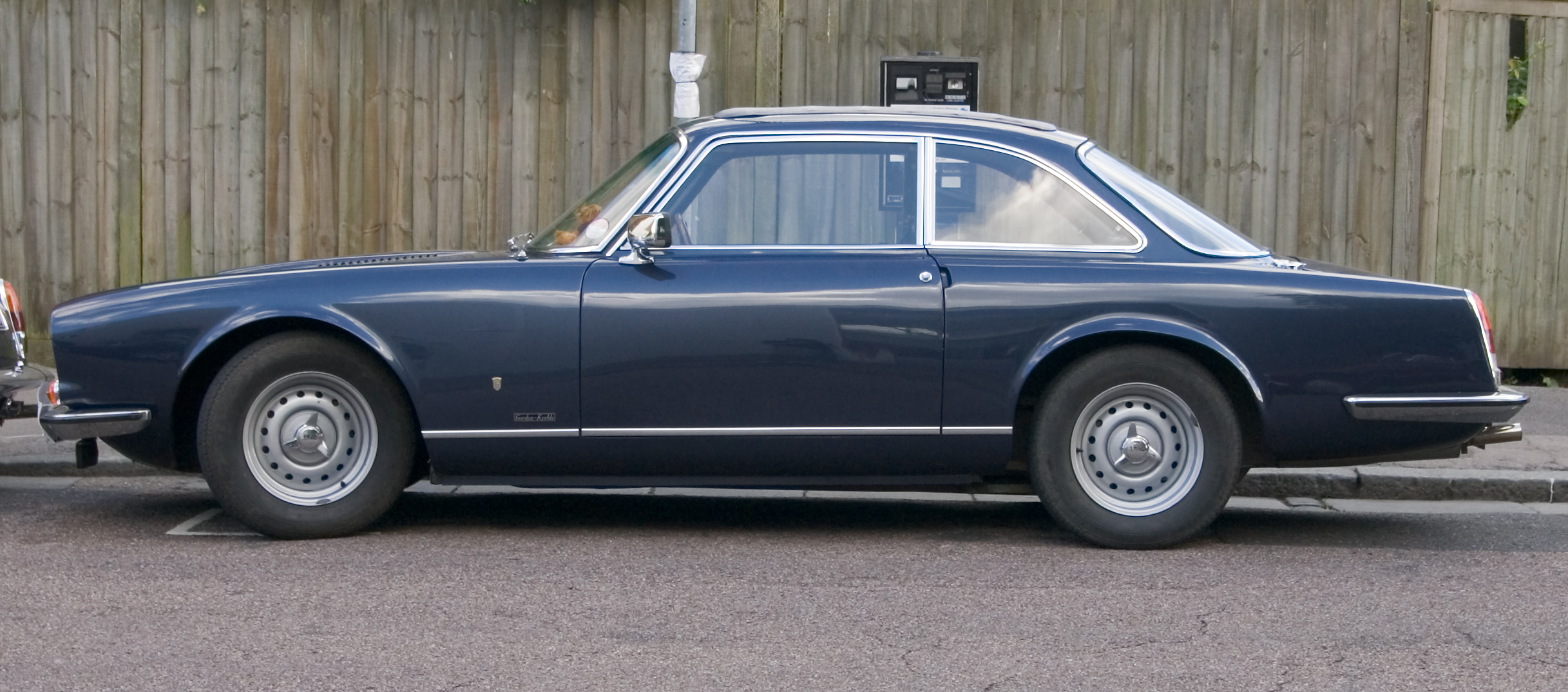
ゴードン・キーブル

ゴードン・キーブルは1963年から67年まで存在したイギリスのスポーツカーメーカー。同社のエンブレムは「亀」の図柄であった。
同社の出発は1959年、小さな自動車メーカー、ピアレス（1931年まで存続した米国の高級車メーカーとは別）を経営していたジョン･ゴードン（John Gordon ）と技術者でレーシングドライバーだったジム･キーブルがコンビを組んで、ゴードン･GTを作り出したことに始まる。同車はピアレスのシャシー、ビュイックの3500ccV8 エンジンを持っていた。エンジンは開発途中で4600ccのシボレー製V8に変更され、シャシーも鋼管スペースフレームとなり、4輪には当時まだ珍しかったディスクブレーキが備えられた。完成したシャシーはイタリアのカロッツエリア・ベルトーネに運ばれ、入社したばかりのデザイナー･ジョルジェット・ジウジアーロのデザインした車体が架装された。この車はジウジアーロ作品の生産化第一号と考えられる。
ゴードン･GTは1960年のジュネーヴ・モーターショーでデビュー、好評で迎えられた。ロードテスト後米国に運ばれ、ゼネラルモーターズのシボレー･ディヴィジョンで部門トップのエド･コール（Edward Nicholas Cole ）、ミスター･コーヴェットと呼ばれたレース部門責任者ゾーラ･アーカフ･ダントフ（Zora Arkus-Duntov ）のテストを受けた結果、コーヴェットの5400ccエンジン･ギアボックスの供給が認められることとなった。しかし不幸にも生産開始早々ステアリング･ギアボックス供給元の労使紛争で生産ラインが止まり、2798英ポンドという低価格を売り物にしていた同社は、16台のステアリングギアボックス以外は完成した仕掛品を抱えてたちまち資金繰りに窮した。倒産前の生産台数は約90台であった。
なお、プロトタイプの1台はイタリアのイソ社を率いるレンツォ・リヴォルタの手に渡り、イソ・リヴォルタ開発の参考にされた。
1965年、ゴードン・キーブル社はハロルド･スミス（Harold Smith ）とジェフリー･ウエスト（Geoffrey West ）に救われ、キーブル･カーズ（Keeble Cars Ltd ）として再登記され、生産は再開された。しかし1967年にストック部品から作られた最後の一台を含め生産された数は僅かで、倒産前を含む生産台数はちょうど100台であった。オーナーズクラブ（The Gordon-Keeble Owners ）によると、この内90台余りが生き残っているという。
更にもう一度、1968年に米人John de Bruyneが再生産を試みたものの、1968年のニューヨーク国際オートショーにDe Bruynesと改名された2台と、彼自身の設計によるミッドシップエンジンの新しいプロトタイプが一台展示されただけで何らの進展なしに終わった。